# Gephyromantis tschenki
Gephyromantis tschenki är en groddjursart som först beskrevs av Frank Glaw och Miguel Vences 200.  Gephyromantis tschenki ingår i släktet Gephyromantis och familjen Mantellidae. IUCN kategoriserar arten globalt som otillräckligt studerad. Inga underarter finns listade i Catalogue of Life.